# Phlogophora flavescens
Phlogophora flavescens là một loài bướm đêm trong họ Noctuidae.